# Municipio de Deer Creek (Illinois)
El municipio de Deer Creek (en inglés: Deer Creek Township) es un municipio ubicado en el condado de Tazewell en el estado estadounidense de Illinois. En el año 2010 tenía una población de 1383 habitantes y una densidad poblacional de 19,29 personas por km².

## Geografía
El municipio de Deer Creek se encuentra ubicado en las coordenadas 40°36′29″N 89°20′12″O / 40.60806, -89.33667. Según la Oficina del Censo de los Estados Unidos, el municipio tiene una superficie total de 71.68 km², de la cual 71,62 km² corresponden a tierra firme y (0,09 %) 0,07 km² es agua.

## Demografía
Según el censo de 2010, había 1383 personas residiendo en el municipio de Deer Creek. La densidad de población era de 19,29 hab./km². De los 1383 habitantes, el municipio de Deer Creek estaba compuesto por el 97,9 % blancos, el 0,51 % eran afroamericanos, el 0,43 % eran amerindios, el 0,43 % eran asiáticos, el 0,14 % eran de otras razas y el 0,58 % eran de una mezcla de razas. Del total de la población el 0,65 % eran hispanos o latinos de cualquier raza.